# Schmidts Zwergdeckelschnecke
Schmidts Zwergdeckelschnecke (Sadleriana schmidtii) ist eine seltene Art der Gattung Zwergdeckelschnecken (Sadleriana) aus der Familie der Wasserdeckelschnecken (Hydrobiidae).

## Merkmale
Das sehr kleine, rechtsgewundene Gehäuse ist ca. 3,2 mm hoch und 3 mm breit und beinahe kugelig geformt. Der letzte Umgang nimmt sehr stark zu. Die Mündung ist eiförmig und am oberen Ende gerundet. Der Mündungsrand ist dünn und kaum verdickt. Lediglich der Spindelrand ist geringfügig dicker. Am oberen Ende ist er etwas vom vorigen Umgang abgesetzt. Der Nabel ist weit offen und sehr tief. Das Gehäuse selbst ist braun. Oft ist es – insbesondere bei Vorkommen in heller Umgebung – mit einem grünen Überzug aus Algen bedeckt.

## Verbreitung und Lebensraum
Schmidts Zwergdeckelschnecke (Sadleriana schmidtii) kommt nach derzeitigem Kenntnisstand in Höhlen, Quellen und Bächen in Slowenien, Kroatien und Bosnien-Herzegowina vor.
Zwergdeckelschnecken leben fast ausschließlich in kalten Bächen oder Flüssen und sind so genannte Zeigerarten für reines Wasser. Sie brauchen weitgehend konstante Temperaturen in ihrem Lebensraum und ernähren sich von Algen und Bakterienfilmen, die sie an der Oberfläche von Steinen im Gewässer abweiden.

## Lebensweise
Schmidts Zwergdeckelschnecke ist stark spezialisiert und damit sehr gut an den nährstoffarmen Lebensraum angepasst. Aufgrund der geringen ökologischen Amplitude reagiert sie auf Änderungen ihres Lebensraumes innerhalb kurzer Zeit mit sinkender Individuenzahl oder sogar dem lokalen Aussterben. Die Verbreitung erfolgt durch größere Tiere, an denen Schnecken oder deren Eier von einem zum nächsten Gewässer transportiert werden.

## Taxonomie
Die Art wurde 1849 von Karl Theodor Menke als Valvata Schmidtii aufgestellt. In der Folgeliteratur erscheint sie häufig in der Schreibweise schmidti, was als inkorrekte sekundäre Schreibweise zu werten ist. Die Fauna Europaea erkennt das Taxon als gültig an.
Die Typuslokalität liegt bei Sušica, nahe Novo mesto in Slowenien. Nach Bole & Velkovrh (1986) und Radoman (1985) beziehen sich viele ältere Fundmeldungen aus Slowenien, Kroatien und Bosnien-Herzegowina nicht auf diese Art, die nach diesen Angaben nur in einem kleinen Gebiet in Südost-Slowenien und dem unmittelbar angrenzenden Kroatien vorkommt. Um das zu klären, sind weitere Untersuchungen erforderlich.
Die Zwergdeckelschnecken können anatomisch nur anhand der Geschlechtsorgane sicher bestimmt werden. Auch Sequenzierung der DNA muss oft herangezogen werden. Ältere Angaben anhand von Leerschalen können daher problematisch sein, da einige Arten einander sehr ähnlich sind.

## Gefährdung
Zwergdeckelschnecken sind durch Gewässerverbauung und Wassernutzung (insbesondere in trockenen Regionen, wo durch exzessive Wassernutzung im Sommer viele Bäche austrocknen) sowie Baumaßnahmen im Nahbereich der Gewässer gefährdet.
Eintrag von Stickstoff aus der Luft, aus Abwässern oder von angrenzenden Landwirtschaftsflächen führen zur Eutrophierung. Insbesondere die Vorkommen in Höhlen sind nur schwer zugänglich, die tatsächlichen Populationsgrößen und deren Zustand bzw. Schädigungen durch Abwässer etc. daher weitgehend unbekannt.
Die IUCN stuft Sadleriana schmidtii aufgrund des angenommenen weiten Verbreitungsgebietes derzeit als „Nicht gefährdet“ (Least concern) ein. Sollte sich bei weiteren Untersuchungen bestätigen, dass die Art nur in einem sehr kleinen Gebiet vorkommt, wäre die Einschätzung der Gefährdung zu revidieren.

## Belege